# 雅各布·阿尔滕贝格
雅各布·阿尔滕贝格（德語：Jakob Altenberg，1875年—1944年）是一位奥地利畫框商人。阿道夫·希特勒時在维也纳期间（1909-1913）曾是这位犹太人的商业伙伴。

## 早年生活
1875年，雅各布·阿尔滕贝格生于加利西亚和洛多梅里亚王国的赫里邁利夫。他的父母摩西·阿尔滕贝格和萨拉·阿尔滕贝格都是犹太人。
阿尔滕贝格在青年时期來到了维也纳，接着学会了贴金技术。后来他放弃了犹太教信仰，于1902年娶了一位信天主教的维也纳旅店老板的女儿。两人育有一子一女，女儿阿德勒生于1896年，儿子小雅各布生于1902年。 
1898年，阿尔滕贝格在维德纳主路（Hauptstraße）37号开了自己的第一家店，當時他一邊销售画框，一邊制作金器。不出几年，他就经营起了一家小型裱框铺，还開了一些裱框与艺术品连锁店，配套出售画框与画作，还出售小型艺术品，生意兴隆。除了位于维德纳主路的总店以外，他后来还开了三家分店，其中一家还开在维也纳最大的商业街玛丽亚希尔弗（Mariahilfer）街。

## 与希特勒的关系
1909至1913年间，阿尔滕贝格与当时正在维也纳畫畫的青年阿道夫·希特勒有过商业合作。在于1913年5月搬去德国之前，希特勒定期给阿尔滕贝格的商店供货，他提供的画作大多是水彩画，而且都出自他自己之手，阿尔滕贝格则将这些画装裱起来，作为样品展示。尽管阿尔滕贝格是犹太人，但他和希特勒的关系却还不错，而且阿尔滕贝格曾表示，他从未听到过希特勒講過反犹言论。

## 后来的人生
1938年德奧合併后，阿尔滕贝格的生意被雅利安化，财产遭没收，他只能领到最低养老金。他把剩余的希特勒画作都出售给了纳粹党主档案馆，不過只换来一小笔钱。因为妻子是雅利安人，他躲过了1942年后納粹德國对犹太人的驱逐。他于1944年死于维也纳。